# Quinta Vergara
Quinta Vergara es un parque de la comuna de Viña del Mar, Valparaíso, Chile en el que se encuentra el palacio Vergara, con sus jardines, y el anfiteatro donde se realiza anualmente el Festival Internacional de la Canción de Viña del Mar.

## Palacio Vergara

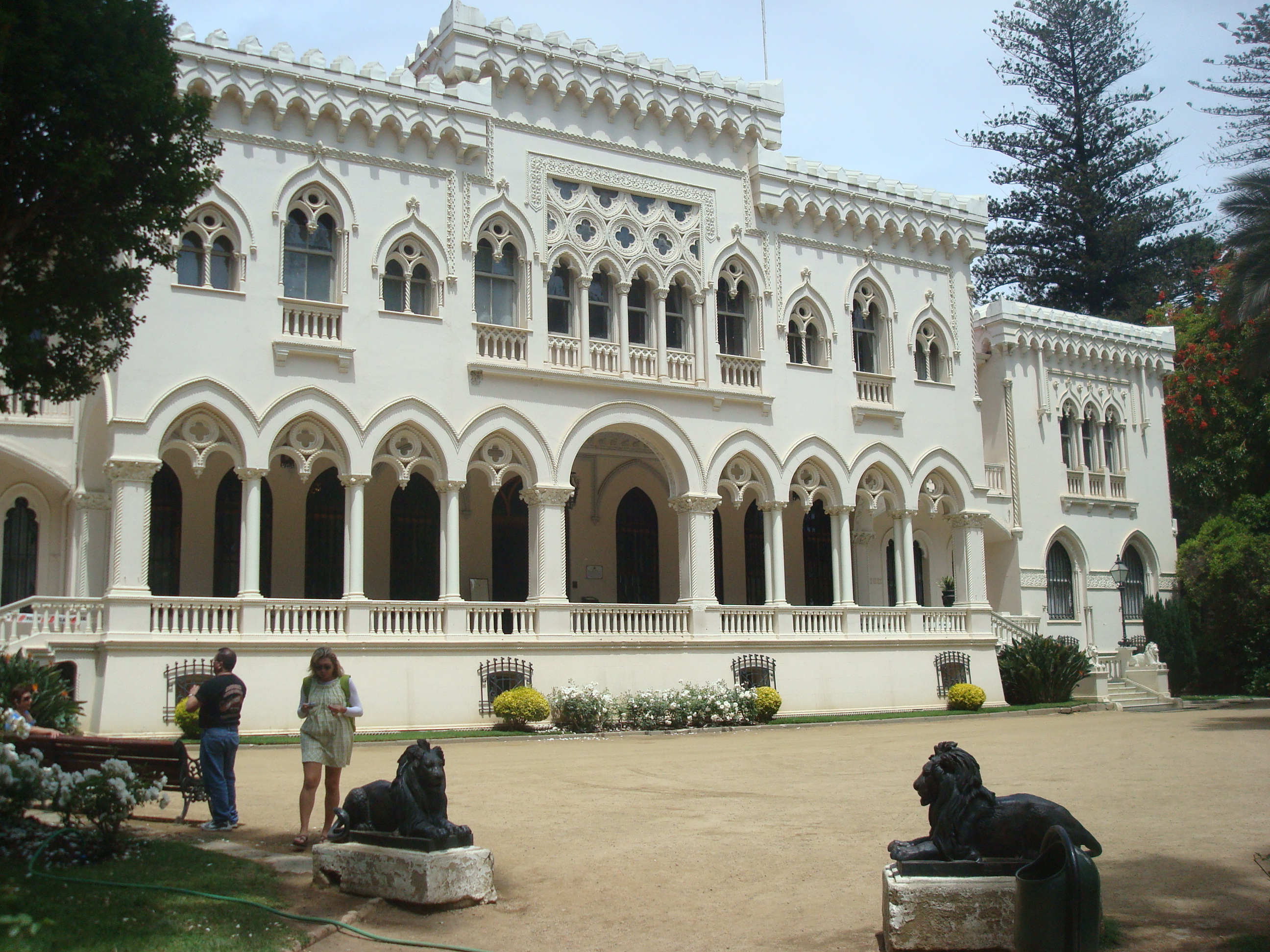
Palacio Vergara.

En este lugar se hallaba la casa del fundador de Viña del Mar, José Francisco Vergara. La familia Vergara construyó en 1910 un edificio de estilo gótico veneciano, para reemplazar la mansión familiar que se había derrumbado en el terremoto de 1906. La mayor parte del mobiliario fue adquirido directamente en Europa y en él se puede apreciar una gran variedad de estilos, siendo los más atractivos el rococó, Luis XVI e Imperio.
En el parque existe una serie de especies exóticas traídas desde Asia, Australia y California, introducidas allí en el siglo XIX cuando todavía era la Hacienda de las Siete Hermanas, para solaz de sus dueños.
En 1941 la Municipalidad de Viña del Mar compró el palacio con el parque, que pasó a ser de uso público, en tanto que el edificio fue destinado al Museo y Escuela de Bellas Artes. Los óleos que poseía Blanca Vergara fueron donados con la venta. 60 obras de destacados artistas europeos constituyeron la base de la colección.
En los jardines del parque se encuentran algunas esculturas, entre las que destaca el busto a Gabriela Mistral, realizado y donado por la artista Nina Anguita con motivo del Premio Nobel obtenido por la poetisa en 1945.

## Anfiteatro de la Quinta Vergara

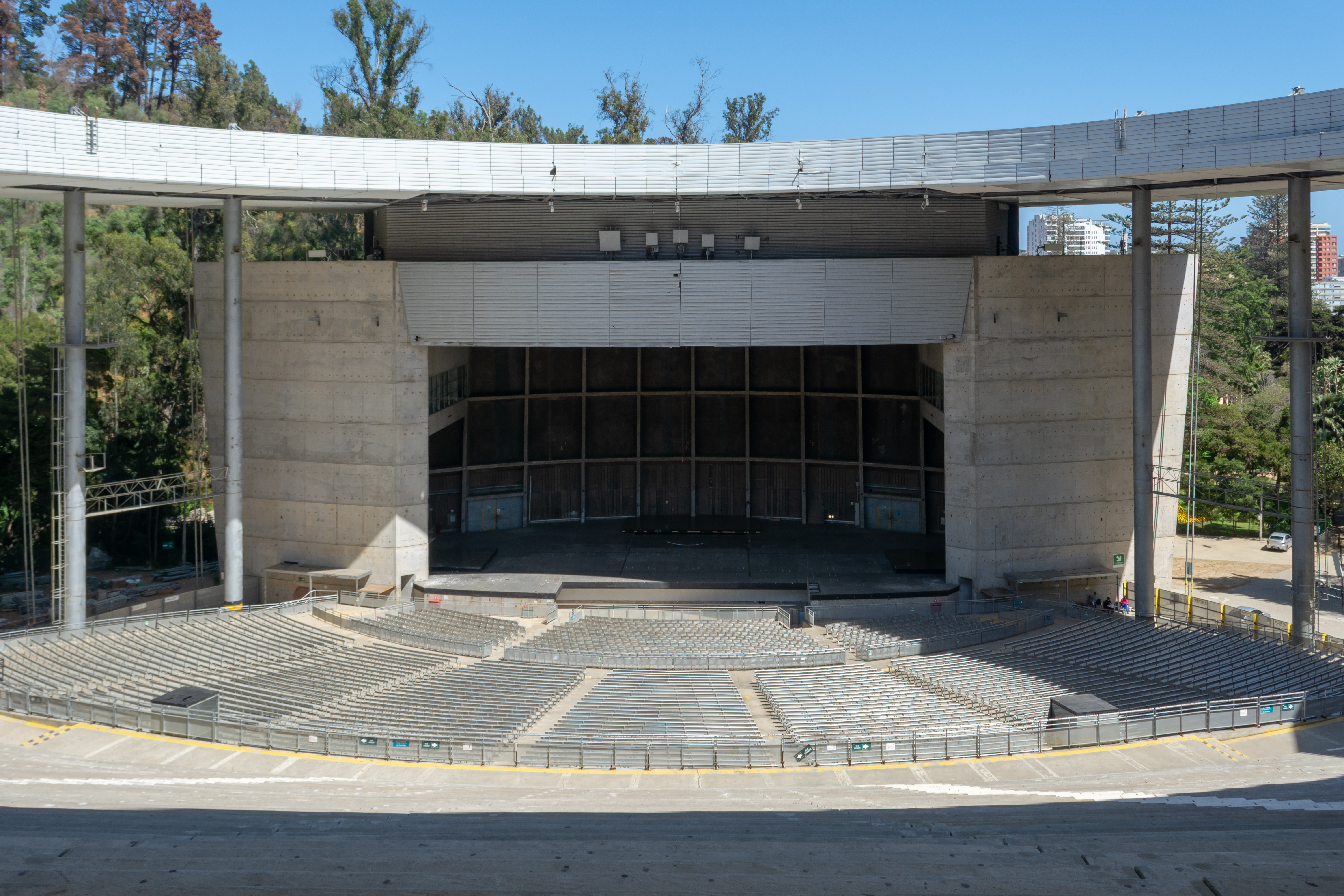
Escenario del anfiteatro en 2020.

Luego del éxito del primer Festival de la Canción de Viña del Mar, realizado entre el 21 y el 28 de febrero de 1960, se decidió construir un escenario más estable que el entonces existente. En 1963, este fue proyectado por el arquitecto Hernando López, mientras que la construcción estuvo a cargo del constructor civil Juan Pinto Delgado. El resultado fue un teatro en la Quinta, cuyo escenario de madera estaba coronado por una «concha acústica» que ayudaba tanto a proyectar el sonido hacia el público como a proteger a los artistas de las frías noches viñamarinas, transformándose en un icono del festival. El público se sentaba en sillas de madera sobre el piso de tierra y muchos espectadores se ubicaban en los cerros colindantes a la Quinta y sobre las copas de los árboles cercanos, otorgando un claro aire provinciano al certamen.
Fue remodelado en 2002 por el arquitecto Borja Huidobro, quien reemplazó la «concha acústica» por un anfiteatro cerrado, simulando un coliseo, hecho de concreto sólido, con un aforo superior a los 15 000 espectadores.

## Artequin Viña del Mar

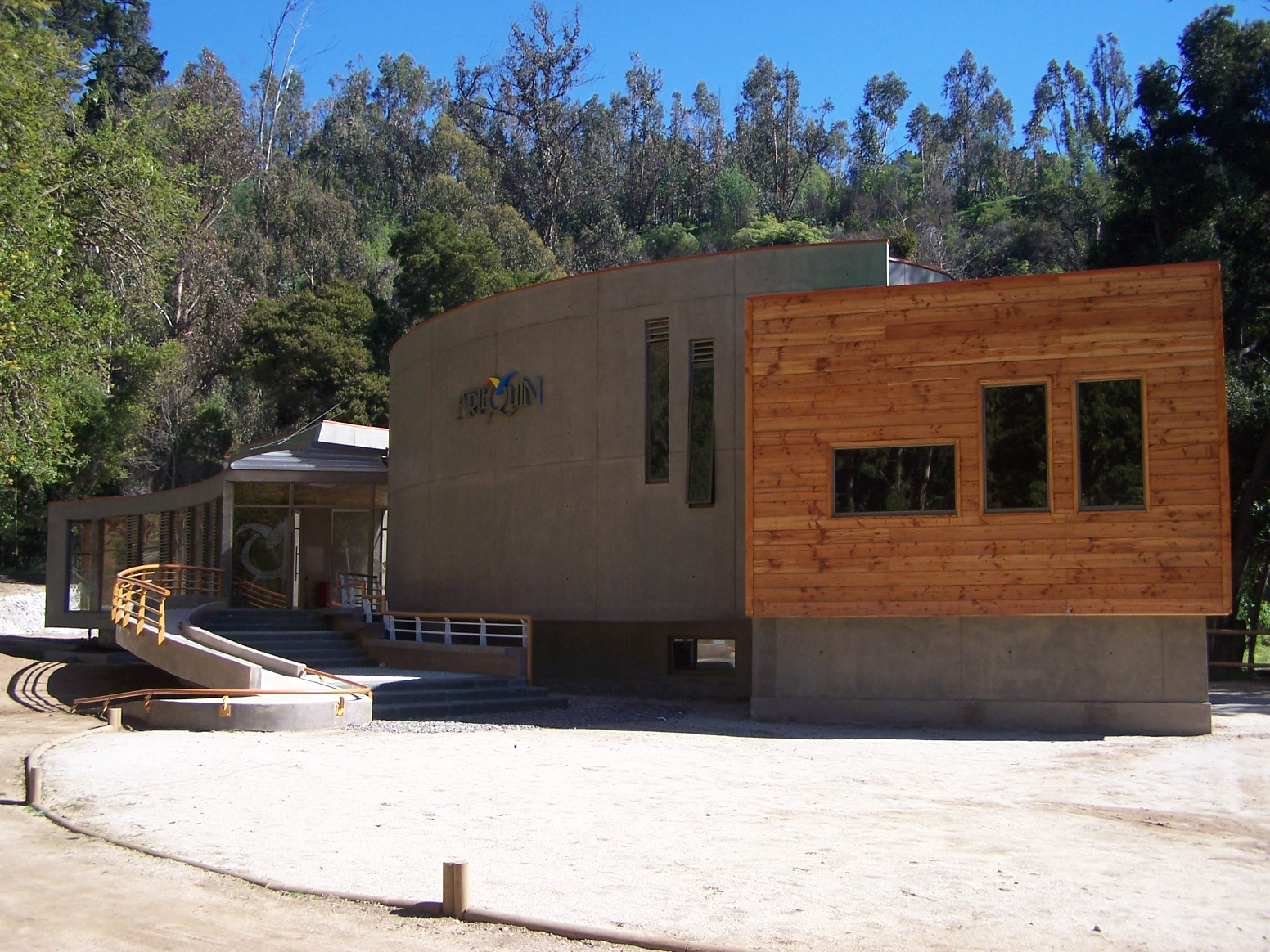
Artequin Viña del Mar.

Artequin Viña del Mar, inaugurado en el año 2008, es un museo de reproducciones fotográficas de las obras más representativas de la historia del arte occidental, que a través de una metodología educativa interactiva busca incentivar el interés por el arte y potenciar la creatividad en niños y adultos.
El museo está ubicado en el parque Potrerillos de la Quinta Vergara, ingresando por calle Alcalde Prieto Nieto.

## Accesos
El parque Quinta Vergara se ubica en calle Errázuriz 596 de la ciudad de Viña del Mar. El horario de visita es de 7.00 a 18.00 horas.